# Ronald García
Ronald Lazaro Justiniano Nacho García (Santa Cruz de la Sierra, 17 dicembre 1980) è un calciatore boliviano, centrocampista dell'Oriente Petrolero.

## Carriera
Ha giocato nella Copa Libertadores con Bolivar e Oriente Petrolero, nella Copa Sudamericana con il Bolivar e in Coppa UEFA con Aris Salonicco e Anorthosis Famagosta (in particolare, nella stagione 2005-2006 con la squadra greca dell'Aris Salonicco ha giocato nelle competizioni europee da militante in seconda serie).